# Los Sims 3
Los Sims 3  es la tercera entrega de la serie de videojuego de simulación social y de vida, Los Sims. Fue lanzado el 2 de junio de 2009 en Estados Unidos y el 5 de junio en todo el mundo. Las versiones de consola se lanzaron para PlayStation 3, Xbox 360 y Nintendo DS en octubre de 2010 y un mes después para Wii. La versión de Windows Phone se lanzó el 15 de octubre.
El juego sigue las mismas premisas que sus predecesores, Los Sims y Los Sims 2, y se basa en una simulación en la que el jugador controla las acciones y el destino de sus personajes, los sims, así como sus hogares y barrios. Los Sims 3, en comparación con los otros juegos, posee un sistema de mundo abierto donde los barrios están completamente abiertos para que los sims se muevan sin pantallas de carga. Se introduce una nueva herramienta de diseño, la herramienta «Crear un estilo», que permite rediseñar cada objeto en cualquier color, material o patrón de diseño.
Los Sims 3 fue un éxito comercial, vendiendo 1.4 millones de copias en su primera semana.  El juego recibió críticas positivas con una puntuación de 86/100 de Metacritic. Los Sims 3 ha vendido más de 10 millones de copias en todo el mundo desde su lanzamiento en 2009, lo que lo convierte en uno de los juegos de PC más vendidos de todos los tiempos. Tiene once paquetes de expansión y una secuela, Los Sims 4, que se lanzó en septiembre de 2014 para PC y en noviembre de 2017 para consolas.

## Trama
El juego es un sandbox en la que el jugador puede controlar la vida de los personajes. En el juego base, sin ninguna expansión, se encuentra disponible un pueblo llamado Sunset Valley, el cual, según la historia del juego, fue fundado por las familias Lápida y Del Solar, pero luego la familia Alto se instaló allí, lo que generó un conflicto entre las familias. La ciudad es el hogar de 26 familias, muchos personajes fueron utilizados en sus precuelas, en particular, Sunset Valley es el hogar de muchos personajes del Barrio 1 de Los Sims y Vista Gentil, de Los Sims 2. En concreto, aparecen personajes que aún no han envejecido o que ya han muerto de vejez en el primer o segundo juego. Por ejemplo, aparece el matrimonio de Cornelia y Gúnter, criando a su hijo, el pequeño Homero Lápida. La familia vive en una gran mansión victoriana, y los miembros maternos de la familia Lápida y Culoprieto están enterrados en el jardín trasero. El propio Homero mantiene una relación amistosa con Elvira Lápida, quien en el universo de Los Sims y Los Sims 2, como adulta, se convertirá en su esposa. Elvira, a su vez, vive con sus padres, Braulio y Esther, así como con su hermano mayor Miguel. La madre de Elvira dedica mucho tiempo a criar a sus hijos, por lo que se distinguen por su comportamiento ejemplar entre otros pequeños sims. Otra familia, la familia López, consiste en un matrimonio León y Liliana, así como sus hijos Pastor y Claudia (el primero puede hacer referencia al fallecido cantante colombo-venezolano Pastor López). Además, Zelda Mae, que trabaja como música, vive con la familia. La más joven de la familia, Claudia, se convertirá en la limpiadora y la novia de Juan Tenorio en Los Sims 2. En una de las mansiones modernas vive una joven viuda, Agnes Culoprieto, quien recientemente perdió a su esposo y heredó su gran fortuna. Los residentes de la ciudad intentan evitarla tanto a ella como a la mansión. La propia Agnes estaba a punto de tener un bebé y todavía había una habitación infantil sin terminar en la casa. En el «Barrio 1» de Los Sims, se convertirá en una anciana amargada conocida como Señorita Culoprieto. En la cima de la colina hay dos propiedades lujosas, una de las cuales está habitada por los Del Solar, cuyo apellido se ha mencionado muchas veces en las precuelas de Los Sims.
Además de los personajes de los juegos anteriores, la ciudad es el hogar de muchas familias nuevas, como la familia Alto, que  ganó riqueza a través del engaño y el fraude y cuya mansión se encuentra en una montaña junto a la casa Del Solar. Vita y Nick Alto son personajes malvados, pero su hija Fátima resultó ser una persona amable y no se mete en conflicto con nadie, a diferencia de sus padres. Los Alto y los Del Solar están enemistados entre sí. En otra familia, la Unidad doméstica Madres solteras, Fiona McIrish vive bajo el mismo techo junto con su hija River. Fiona recientemente dejó vivir a su amiga Molly French con su pequeña hija Sandi, quien a su vez se quedó sin hogar.  La familia tiene un pequeño presupuesto financiero. Además de las familias y personajes anteriores, Sunset Valley es el hogar de muchos personajes individuales.

## Jugabilidad
El significado del juego es controlar una familia, que puede constar de un máximo de ocho sims. Los Sims 3 no contiene una historia y, en teoría, los personajes se pueden controlar indefinidamente. El juego solo se interrumpe cuando el único o el último sim controlado en el lote muere por cualquier motivo, entonces es posible elegir otra familia para controlar. El objetivo principal del jugador es satisfacer constantemente las necesidades básicas de los sims. Otro objetivo es encontrar una fuente permanente de ingresos; mejorando las habilidades de los personajes y fortaleciendo sus lazos con otros sims. Además, el juego permite construir edificios y amueblar las habitaciones en las que viven o vivirán los personajes. Al controlar una familia, puede cambiar entre dos modos principales: el modo vivir, donde el jugador controla directamente las acciones de los sims y el modo construir/comprar muebles para construir una casa y amueblarla con el dinero de la familia. También hay un modo captura que permite tomar fotos o grabar vídeos desde el juego. Un día en el juego dura 24 minutos, pero el tiempo se puede acelerar varias veces, por ejemplo, cuando el personaje está durmiendo o trabajando. Los días cambian por la mañana, la tarde y la noche.
Al comenzar un nuevo juego, el jugador usará por defecto Sunset Valley. Cuando un jugador carga una ciudad, hay dos modos disponibles para él: «crear un mundo» y «editar ciudad». El primer modo se inicia de forma predeterminada si el jugador aún no ha elegido una unidad doméstica. Al crear un nuevo mundo, se puede colocar una familia de la lista predeterminada o crear una nueva en el creador de sims. La familia elegida por el jugador se controlará de manera predeterminada en esta ciudad, incluso si el jugador está en el modo editar ciudad. En el modo de editar ciudad, es posible borrar y construir cualquier edificio. Junto con la actualización, se agregó la capacidad de colocar lotes vacíos en una ubicación plana y decorarlos con árboles y otras decoraciones.
Los personajes que el jugador cree puede ser desde un niño hasta un adulto. Con los deslizadores se puede elegir el tono de piel deseado, desde un bronceado hasta pálido, y hay una amplia gama de peinados para los que se puede elegir cualquier color de la paleta de colores. Además, el editor permite cambiar los rasgos faciales y el físico de un sim de gordo a delgado y de musculoso a escuálido. A cada personaje se le asigna un deseo de toda la vida, así como rasgos de carácter que influirán en el comportamiento y los deseos futuros del sim. Los deseos, sin embargo, no afectan al carácter general del personaje, como ocurría en Los Sims 2. Hay un total de 63 rasgos disponibles en el juego base. Cada personaje puede seleccionar hasta 5 rasgos, pero no deben ser contradictorios entre sí, como por ejemplo, «con afán educativo/le desagradan los niños» o «artístico/no le gusta el arte».

## Desarrollo

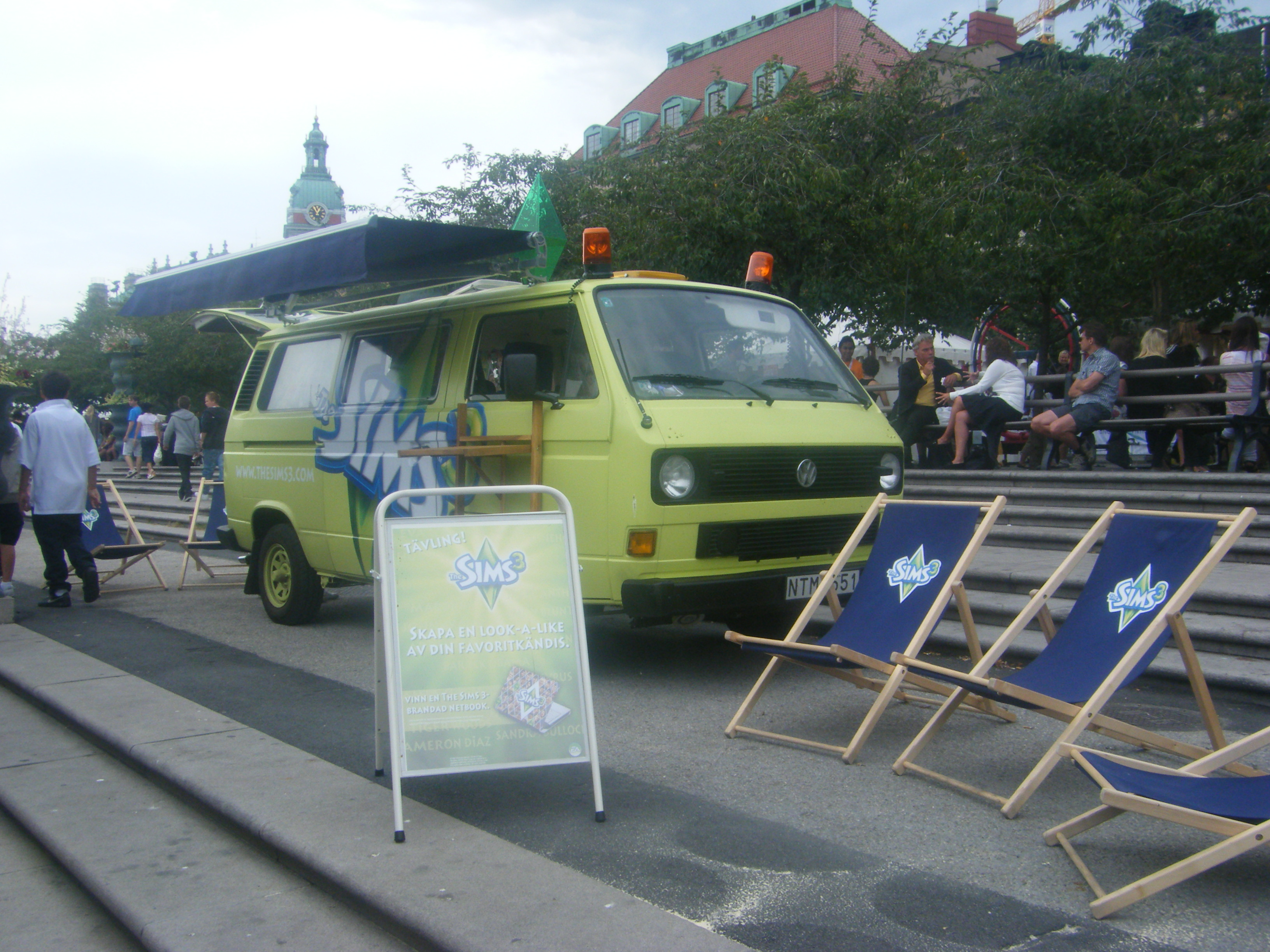
Evento promocional de Los Sims 3 en Kungsträdgården, Estocolmo (2010).

En 2005 se comenzó a difundir el rumor sobre un futuro Los Sims 3. Se hablaba que EA, estaba trabajando en el proyecto. Los seguidores se dividieron en dos grupos, los que deseaban Los Sims 3, y los que no.
El 2 de noviembre de 2006 Warren Jenson, responsable del departamento financiero de Electronic Arts, confirmó la creación de Los Sims 3, que tiene una fecha exacta de lanzamiento 2 de junio de 2009 en Estados Unidos, y ahora, Sam Player, jefe de producción para PC de Los Sims 2: Las cuatro estaciones confirmó la creación de más expansiones para la franquicia actual.
En la presentación de la expansión, Los Sims 2 y Sus Hobbies, los productores advirtieron a los fanes de la saga que Los Sims 3 estaban más cerca de lo que parece, en esta expansión, hay un "huevo de Pascua" (easter egg) donde uno de los productores de Los Sims (Rod Humble) aparece en el solar donde se juega y le da un regalo al sim en uso que contiene un videojuego llamado Los Sims 3 en el que aparecen sims caminando por el barrio sin restricciones, además del Creador de sims y cómo amueblaremos las casas.
El sitio web oficial de Los Sims 3 y la web oficial de Los Sims (en general) fue abierta el día 19 de marzo con las primeras imágenes e información.
Se ha subido el primer tráiler de Los Sims 3, en el que se ve a varios sims haciendo actividades como pescar o hacer footing libremente por el barrio.
Al final, se ve a un sim tocando la guitarra en un concierto en la playa. Curiosamente el video está grabado originalmente en simlish y después traducido a varios idiomas.
Según el sitio web oficial de Los Sims 3, los detalles de la edición especial para coleccionistas, han sido anunciados en la Convención de videojuegos de Leipzig.
Rod Humble, Director del Estudio de Los Sims, comentó "Estoy entusiasmado de poder ofrecer a todos los jugadores de Los Sims el videojuego bandera de la nueva generación de la franquicia". Los Sims 3 Edición Coleccionista ofrecerá una experiencia especial de Los Sims a todos los jugadores aficionados.”
En el dicho juego los jugadores van a tener la opción de editar los objetos, casas y personas.
los trabajos van a ser más variados que en las últimas dos entregas de juegos. Al igual que en noctámbulos podrán disponer de coche y personalizar la casa en el solar que deseen.

### Ediciones
| Nombre                                 | Fecha de publicación                            | Características |
| -------------------------------------- | ----------------------------------------------- | --- |
| The Sims 3                             | Windows & Mac OS X: - NA 2 de junio de 2009     | La primera versión del videojuego en un DVD. |
| The Sims 3 Collector's Edition         | Windows & Mac OS X: - NA 2 de junio de 2009     | El videojuego principal en un DVD junto con material adicional, incluyendo un proceso europeo de descarga.                                                            |
| The Sims 3 Holiday Collector's Edition | Windows & Mac OS X: - EU 4 de diciembre de 2009 | El videojuego principal en un DVD, con material extra, como una canción navideña (Los Sims 3 Christmas Theme Song), y el tema navideño en los objetos del videojuego. |

### Expansiones

#### Los Sims 3: Trotamundos
Electronic Arts anunció el 4 de agosto de 2009 la creación de la primera expansión del videojuego; ésta se titula Los Sims 3: Trotamundos y fue lanzada el 19 de noviembre del 2009. La principal característica de la expansión es la posibilidad de llevar a los sims de vacaciones a China, Francia y Egipto. En cada uno de los destinos se tiene disponible una serie de misiones que permiten entrar en templos, tumbas, pirámides, etc. Al cumplir las misiones se gana monedas antiguas que después se usan para comprar objetos exclusivos de cada ciudad que no se pueden encontrar en ningún otro lado y aumentar el nivel de visado. Dependiendo del nivel de visado, se puede viajar durante más días o comprar una residencia vacacional. Incluye una nueva criatura jugable, la momia, nuevas recetas como bouillabaise, ancas de rana, falafel, etc y las nuevas habilidades de artes marciales, producción de néctar y fotografía. Se podría decir que este juego es una versión renovada de Los Sims: De Vacaciones y Los Sims 2 Bon Voyage

#### Los Sims 3: Triunfadores
El 4 de marzo de 2010 EA publicó imágenes y confirmó la segunda expansión de Los Sims 3: The Sims 3: Ambitions, en español "Los Sims 3: Triunfadores". Esas imágenes consistían en el logotipo y seis capturas del juego. Poco después, EA hizo público el tráiler oficial.
Esta expansión se centra en las profesiones, añadiendo algunas como científico torpe, cazador de fantasmas, tatuador, arquitecto, bombero, diseñador de modas y otras. También añade algo que los seguidores pedían a gritos: Poder controlar a los sims mientras están trabajando y objetos como lavadoras, tendederos de ropa y otros objetos.Se añadió un nuevo sim jugable: el simbot. Se lanzó el 1 de junio de 2010 en Estados Unidos y desde el 4 de junio de 2010 está disponible para todo el mundo.
Es el segundo disco de expansión publicado para Los Sims 3. Permite a los jugadores convertirse en "héroes valientes y emprendedores".Se puede decir que es una expansión orientada en las carreras profesionales.

#### Los Sims 3: Al caer la noche
Electronic Arts anunció el 20 de junio la tercera expansión del videojuego Los Sims 3, The Sims 3 Late Night, en español Los Sims 3: Al Caer la Noche
Básicamente es una versión renovada de Los Sims: Primera Cita y Los Sims 2: Noctámbulos. Su principal característica es la introducción de actividades nocturnas como ir a un antro o a un club de baile, donde los Sims pueden divertirse y ligar. Se añade un nuevo mundo llamado Bridgeport, lleno de bares, clubes de baile, entre otros. Se ha confirmado que se añadirá la fama, así como carreras de actor y director de cine, paparazzis como PNJs, otros nuevos trabajos como músico callejero, coctelero, barman o miembro de banda musical, metros subterráneos, apartamentos, ascensores, bordes redondos para piscinas, jacuzzis, un nuevo rasgo de personalidad vinculado a la carrera de actor (posiblemente los sims dramaticen con todo o sobreactúen siempre), porteros de discoteca (que no siempre te dejarán pasar tan solo si le das dinero ), la influencia avanzada (al estilo de Los Sims 2: Universitarios), más instrumentos, etc.
Las nuevas criaturas, como ya lo fueran en Los Sims 2, serán los vampiros, quienes deberán beber sangre para sobrevivir. Si no, perderán cualidades "vampíricas", la necesidad de hambre es reemplazada por la de sed. Estos sims crecerán más lentamente, serán rechazados por la sociedad y podrán traspasar sus genes de vampiro a sus hijos. Si se desea convertir a un sim en vampiro es necesario entablar amistad con un vampiro y persuadirlo para que muerda al sim.

#### Los Sims 3: ¡Menuda familia!
En esta expansión se agregan nuevas acciones e interacciones para los Sims pertenecientes a la familia; por ejemplo, los niños pueden acceder a una casa en el árbol e invitar a sus amigos o tener amigos imaginarios; los adolescentes pueden gastarle bromas a otros Sims (se añade un nuevo "set de química") y tener la posibilidad de asistir al baile de graduación; los adultos pueden pasar por una crisis de madurez, así como muchas otras acciones disponibles como ir a bodas castigar a sus hijos o reuniones sociales como despedidas de soltero.
Según Scott Evans, director general, "Los Sims 3 ¡Menuda Familia! incluye nuevas experiencias de juego y ofrece novedosas formas de expresar la creatividad de tus Sims, desde bodas, crisis de la mediana edad, organizar despedidas de soltero y mucho más".
Además de esto, se implementará un nuevo sistema de cámaras que permitirá tomar fotos de los personajes y subirlas a la red Facebook para de esta manera compartirlas con los amigos.
Electronic Arts ha anunciado su fecha de lanzamiento para el verano de 2011 (31 de mayo de 2011) en sus versiones para PC y Macintosh.

#### Los Sims 3: ¡Vaya fauna!
Electronic Arts anunció para el 20 de octubre de 2011 el lanzamiento de la quinta expansión, en la que se introdujeron las mascotas animales, por lo que se trata de un remake Los Sims Animales a Raudales y Los Sims 2 Mascotas.
Cada plataforma (se lanzó como expansión para PC y como juego independiente para consolas) tiene en esta expansión características exclusivas. En la versión PC/Mac se introdujeron caballos que se pueden criar y que se pueden utilizar para desplazarse en sustitución del coche, además de introducirse una tienda exclusiva de mascotas. En la versión Nintendo 3DS, se introdujo la posibilidad de intercambiar mascotas con otros jugadores. Y en las versiones para PlayStation 3 y Xbox 360, es posible controlar a las mascotas mediante comandos de voz, introduciéndose además la posibilidad de utilizar estos mismos comandos para manejar a los propios Sims.
Además de esto, La Oreja de Van Gogh grabó el videoclip de La Niña que Llora en sus Fiestas con escenas de los Sims 3: ¡Vaya fauna!

#### Los Sims 3: Salto a la fama
(The Sims 3: Showtime) Esta expansión, lanzada en marzo de 2012, nos permite llevar a los Sims a ser famosos en carreras de cantante, acróbata, DJ y mago. Se añaden a los genios como criaturas Sim.

#### Los Sims 3: Criaturas sobrenaturales
Lanzada el 6 de septiembre de 2012, la séptima expansión de Los Sims 3: The Sims 3 Supernatural, en español “Los Sims 3 Criaturas Sobrenaturales”. Esta es una versión renovada de Los Sims: Magia Potagia, pero con muchas más características,  y también comparte un poco de similitud con Los Sims 2: Comparten Piso.
En esta expansión se incluyen criaturas sobrenaturales como hombres-lobo, magos, brujos, vampiros y hadas, y tu sim podrá ser una de estas criaturas o convivir con ellas, se incluyen una serie de habilidades, hechizos, pociones, poderes, etc. Con un elixir nuestros sims se podrán convertir en temibles zombis. Esta expansión incluye un nuevo y oscuro mundo llamado Moonlight Falls donde la noche, las fases de la luna y éstas criaturas harán de esta ciudad una vida tranquila u horripilante, para los sims comunes habrá una carrera sobre leer el futuro y podrán aprender habilidades de vidente.
La Edición limitada de este disco de expansión incluye contenido exclusivo de Plantas contra Zombis, que incluye nuevos atuendos, un lanzaguisantes y una nuez.

#### Los Sims 3: Y las cuatro estaciones
El 2 de agosto de 2012 EA sacó el tráiler de la nueva expansión que se lanzó a la venta el 15 de noviembre del 2012.
Esta nueva expansión tiene en cuenta las cuatro estaciones del año como en Los Sims 2, pero en esta ocasión están presente más días especiales del año como Halloween con el "Truco o Trato", o el Día de Pascua. Viene mucho más cargado que el anterior, con más diversión, nuevas interacciones y actividades. Además, los Sims al fin pueden bañarse en el mar, y los chicos de la escuela tienen sus vacaciones. Esta es la primera expansión de los Sims 3 que cuenta con la presencia de Alienígenas. También agregan la temperatura de los días, depende la estación del año que estén.

#### Los Sims 3: Movida en la facultad
La novena expansión de Los Sims 3 es Movida en la facultad, y fue lanzado el 7 de marzo de 2013. Incluye características de Los Sims 2: Universitarios, como la posibilidad de llevar a nuestros Sims, ya sea joven, adulto o de la tercera edad, a la universidad para que estudie y saque una carrera universitaria. También trae nuevos grupos sociales como Deportista, Nerd y Rebelde, los cuales nuestros sims puede pertenecer, además de un renovado Teléfono inteligente que sustituye el teléfono móvil que tienen todos los sims y se añade una nueva criatura el Simagreste o SimPlanta
.

#### Los Sims 3: Aventura en la isla
Justo después de anunciar oficialmente Movida en la Facultad el pasado 8 de enero, también se hicieron varios anuncios totalmente inesperados por la comunidad de jugadores, entre ellos estaba la décima expansión Los Sims 3 Aventura en la isla para junio de 2013. Los Sims tendrán la oportunidad de explorar más a fondo el mundo acuático añadiendo interacciones de navegación bote o yate, comprar y personalizar casas flotantes, poseer resorts y administrarlos a voluntad del jugador. Los Sims podrán visitar un nuevo mundo repleto de islas para visitar y descubrir nuevas actividades. La nueva criatura o estado de vida es la sirena y tritón. También incluye el mundo Isla Paradíso donde la paz y tranquilidad corre por las venas del sim/sims ¡Disfruta del verano en la isla Paradiso y el verano será otoño en un pis-pas!

#### Los Sims 3: Hacia el futuro
Anunciado el 8 de enero de 2013 de manera muy sutil en un comunicado de prensa de EA Games, finalmente el 3 de junio fue confirmada la undécima expansión de Los Sims 3, llamada en inglés The Sims 3: Into the Future, en el cual los sims podrán realizar viajes en el tiempo.
El 23 de julio de 2013 se publicó su tráiler en el canal oficial de YouTube de Los Sims 3, estableciendo el 24 de octubre como fecha de lanzamiento del juego.
Dispondrá ante el jugador la posibilidad de descubrir junto a sus Sims las maravillas tecnológicas del futuro, como mochilas propulsoras, sintetizadores de alimentos y cápsulas oníricas y podrás elegir 3 tipos de futuro Utopía, Normal y Distopía.El usuario podrá viajar a placer entre el futuro y el presente pudiendo observar los efectos de las acciones de nuestros personajes sobre su legado y sus descendientes. Podrá visitar y ver a su familia en el futuro y comprar casas en el futuro etc.

### Paquetes de accesorios

#### Los Sims 3: Diseño y Tecnología Accesorios
El 5 de febrero de 2010 salió a la venta el primer pack de accesorios para el videojuego Los Sims 3, en el cual se incluyen accesorios modernos y de alta tecnología, tal y como su nombre lo indica. Para celebrar el décimo aniversario de la saga Los Sims, han sido incluidos objetos de juegos pasados como la cama vibratoria, una guitarra eléctrica y una pecera muy grande.

#### Los Sims 3: ¡Quemando Rueda! Accesorios
Electronic Arts anunció en un comunicado Los Sims 3: ¡Quemando Rueda!, primer paquete dedicado a los vehículos que salió a la venta durante el otoño. La descarga le ofrecerá al usuario elegir entre cuatro estilos de vida: carreras, intriga, rock y lujo clásico. Añade peinados, ropa y un nuevo rasgo.

#### Los Sims 3: Patios y Jardines Accesorios
Los Sims 3: Patios y jardines - Accesorios (Título original en inglés: The Sims 3 Outdoor Living Stuff) es el tercer pack de accesorios para Los Sims 3. Fue lanzado el 1 de febrero de 2011.
- Descripción:

Por primera vez, tus Sims pueden disfrutar de lo mejor en lujo de exteriores para sus casas. Tanto si están decorando el patio como si quieren poner una magnífica bañera nueva o instalar una sofisticada parrilla para preparar fabulosas barbacoas, la decoración de exteriores de tus Sims subirá de nivel. ¡Dales a tus Sims todo lo que necesitan para disponer de una zona exterior elegante y cómoda con Los Sims 3 Patios y Jardines!.
- Características:

Construye un lugar perfecto al aire libre para tus Sims con mobiliario elegante, electrónica de exteriores y acogedoras fogatas y hogueras. Proporciona a tus Sims varias bañeras de diseño exclusivo en las que podrán relajarse con sus amistades o ponerse románticos con alguien especial. Sube la temperatura con la nueva parrilla prefabricada que forma parte de la cocina de exteriores de tus Sims: su cocina alcanzará nuevas cotas. Elige entre dos nuevos estilos. "Terraza jardín" incluye elegantes elementos de hierro forjado, mientras que "Atardecer en Veranda" transmite toda la calidez de los entornos abiertos. Viste a tus Sims con diversos atuendos de corte chic pero informal para que pasen un gran día bajo el sol o una relajante velada bajo las estrellas.

#### Los Sims 3: Vida en la ciudad Accesorios
Los Sims 3: Vida en la ciudad Accesorios es el cuarto paquete de accesorios para 'Sims 3'. En Norteamérica la fecha de lanzamiento fue el 26 de julio, mientras que en España se producirá el 1 de septiembre, cinco semanas después. El paquete introduce nuevos locales que permiten darle un aire renovado a la ciudad de los Sims, así como objetos para sus casas, como una nueva y moderna biblioteca, crea un gimnasio exclusivo con lo último en alta tecnología, un patio o un nuevo cuarto de la colada. También incluye nuevos lugares comunitarios que visitar, como el café El Buen Bocado.

#### Los Sims 3: Suite de Ensueño
Suite de Ensueño es el pack número 5 de Los Sims 3, lanzado el día 26 de enero de 2012. Dicho pack se caracteriza por traer objetos propios de dormitorios y baños, pudiéndose crear incluso un balneario, así como nuevas prendas íntimas y mayores acciones y complementos para los encuentros amorosos de nuestros sims. Ideal para las personas que quieran que sus sims se enamoren. Aparte, tiene un montón de nuevos objetos modernos.

#### Los Sims 3: Katy Perry - Dulce Tentación
Los Sims 3: Katy Perry - Dulce Tentación, es el sexto pack de Los Sims 3, lanzado el 7 de junio de 2012. Este pack incluye accesorios como muebles, peinados, vestimenta, tres nuevos lugares (parque, ocio... etc), todo con forma de dulces inspirados en la artista Katy Perry. Además, incluye la canción "Last Friday Night" en simlish.

#### Los Sims 3: Diesel
Los Sims 3: Diesel es el séptimo pack de accesorios de Los Sims 3. El lanzamiento del pack fue el 12 de julio de 2012. Este pack incluye nueva ropa inspirada en la marca italiana Diesel. El estilo es una mezcla entre look vaquero y moderno.

#### Los Sims 3: Los '70 '80 '90
Los Sims 3: Los '70 '80 '90 es el octavo pack de accesorios. Fue lanzado el 24 de enero de 2013. Incluye ropa y objetos de estilo retro de las décadas 1970, 1980 y 1990, además de nuevas emisoras de radio

#### Los Sims 3: De Cine
Es el noveno paquete de accesorios para Los Sims 3 y salió el 12 de septiembre de 2013. Fue confirmado en la retransmisión en vivo del 16 de abril.
ofrece decoración, mobiliario y ropa inspirados en las películas más populares y más vistas: una espeluznante cripta, un sombrero vaquero, vigilantes enmascarados... son sólo algunos de los elementos que podemos integrar en el juego.